# Данилович, Предраг
Предраг Данилович (серб. Предраг Даниловић; 26 февраля 1970 года, Сараево, СР Босния и Герцеговина, СФР Югославия) — югославский и сербский баскетболист, один из лучших атакующих защитников Европы 1990-х годов. Позднее — президент баскетбольного клуба «Партизан».
Данилович был выбран на драфте НБА 1992 во втором раунде под 43-м номером командой «Голден Стэйт Уорриорз». До своего дебюта в НБА успешно играл в Европе за югославский «„Партизан“» и итальянский «Виртус», в составе которых по разу становился чемпионом Евролиги. В НБА играл за «Майами Хит» и «Даллас Маверикс». За два сезона в НБА (1995—1997) Данилович набирал в среднем по 12,8 очков, 2,4 подбора и 2 передачи за матч.
В 1998 году Данилович был удостоен награды «Мистер Европа» как лучший европейский игрок, а также стал самым ценным игроком чемпионата Италии.
В составе сборных Социалистической Федеративной Республики Югославия и Союзной Республики Югославия 4 раза становился чемпионом Европы (1989, 1991, 1995 и 1997), в 1996 году стал серебряным призёром летних Олимпийских игр в Атланте.
Вместе с Владе Дивацем был вице-президентом баскетбольного клуба «Партизан», с 2007 года — президент БК «Партизан». Также состоит в благотворительной организации «Группа 7», членами которой являются известные сербские баскетболисты.

## Титулы
«Партизан»
- Чемпион Евролиги: 1991/1992.
- Кубок Корача: 1988/1989.
- Чемпион Югославии: 1991/1992.
- Обладатель Кубка Югославии (2): 1988/1989, 1991/1992.

«Виртус» Болонья
- Чемпион Евролиги: 1997/1998.
- Чемпион Италии (4): 1992/1993, 1993/1994, 1994/1995, 1997/1998.
- Обладатель Кубка Италии: 1998/1999.
- Обладатель Суперкубка Италии: 1995/1996.

## Достижения

### Личные
- Орден Негоша I степени (2024, Республика Сербская, Босния и Герцеговина)[1]

## Личная жизнь
Предраг Данилович женат на Светлане, спортивном корреспонденте Радио-телевизия Србие. Пара воспитывает трёх детей; старшая — дочь Ольга, теннисистка.

## Статистика

### Статистика в НБА
| Сезон                                                                                    | Команда | Регулярный сезон | Регулярный сезон | Регулярный сезон | Регулярный сезон | Регулярный сезон | Регулярный сезон | Регулярный сезон | Регулярный сезон | Регулярный сезон | Регулярный сезон | Регулярный сезон | Серия плей-офф | Серия плей-офф | Серия плей-офф | Серия плей-офф | Серия плей-офф | Серия плей-офф | Серия плей-офф | Серия плей-офф | Серия плей-офф | Серия плей-офф | Серия плей-офф |
| Сезон                                                                                    | Команда | GP               | GS               | MPG              | FG%              | 3P%              | FT%              | RPG              | APG              | SPG              | BPG              | PPG              | GP             | GS             | MPG            | FG%            | 3P%            | FT%            | RPG            | APG            | SPG            | BPG            | PPG            |
| ---------------------------------------------------------------------------------------- | ------- | ---------------- | ---------------- | ---------------- | ---------------- | ---------------- | ---------------- | ---------------- | ---------------- | ---------------- | ---------------- | ---------------- | -------------- | -------------- | -------------- | -------------- | -------------- | -------------- | -------------- | -------------- | -------------- | -------------- | -------------- |
| 1995/96                                                                                  | Майами  | 19               | 18               | 28,5             | 45,1             | 43,6             | 76,4             | 2,4              | 2,5              | 0,8              | 0,2              | 13,4             | 3              | 0              | 20,0           | 50,0           | 40,0           | 100,0          | 0,3            | 1,3            | 0,3            | 0,0            | 8,3            |
| 1996/97                                                                                  | Майами  | 43               | 33               | 31,4             | 44,2             | 35,8             | 77,7             | 2,4              | 1,8              | 0,9              | 0,2              | 11,3             | Не участвовал  | Не участвовал  | Не участвовал  | Не участвовал  | Не участвовал  | Не участвовал  | Не участвовал  | Не участвовал  | Не участвовал  | Не участвовал  | Не участвовал  |
| 1996/97                                                                                  | Даллас  | 13               | 9                | 33,7             | 42,0             | 36,7             | 84,2             | 2,6              | 1,9              | 1,2              | 0,1              | 16,6             | Не участвовал  | Не участвовал  | Не участвовал  | Не участвовал  | Не участвовал  | Не участвовал  | Не участвовал  | Не участвовал  | Не участвовал  | Не участвовал  | Не участвовал  |
|                                                                                          | Всего   | 75               | 60               | 31,1             | 43,9             | 37,9             | 78,9             | 2,4              | 2,0              | 0,9              | 0,2              | 12,8             | 3              | 0              | 20,0           | 50,0           | 40,0           | 100,0          | 0,3            | 1,3            | 0,3            | 0,0            | 8,3            |
| Наведите курсор мыши на аббревиатуры в заголовке таблицы, чтобы прочесть их расшифровку. |         |                  |                  |                  |                  |                  |                  |                  |                  |                  |                  |                  |                |                |                |                |                |                |                |                |                |                |                |